# Palau Macaya
El Palau Macaya és un edifici modernista al Passeig de Sant Joan, 108 de Barcelona, declarat monument nacional pel Ministeri d'Educació i Ciència el 9 de gener del 1976, juntament amb altres obres de Puig i Cadafalch. El 1979 es va convertir en la primera seu del centre cultural de la Caixa, actualment CaixaForum Macaya.

## Història
El 1898, Romà Macaya i Gibert va encarregar-ne el projecte a l'arquitecte Josep Puig i Cadafalch, i es va acabar l'any 1901, poc després de la casa Amatller. L'any 1902 se li va concedir una menció en el concurs anual d'edificis artístics de l'Ajuntament de Barcelona.
En l'elaboració de l'obra, que fa un ús ornamental de tècniques i materials propis de les arts i els oficis reivindicats en aquell període, van participar diversos artistes: els esgrafiats interiors i exteriors són obra de Joan Paradís i Figueres, les rajoles van ser dissenyades per Antoni Maria Gallissà, la pintura decorativa és de Marcel·lí Gelabert, els forjats de Manel Ballarín, i les escultures d'Eusebi Arnau i Alfons Juyol.
El 1914, l'edifici va ser adquirit per Joan Vilella, i l'any 1947, els seus hereus el van vendre a La Caixa, que el va rehabilitar per ubicar-hi l’Institut Educatiu de Sordmuts i Cecs, inaugurat el gener del 1949. El 1979 s'hi va instal·lar un centre cultural, on van tenir lloc les primeres grans exposicions d'art de la Barcelona de la dècada del 1980.
El 2002, el centre cultural es va traslladar a la Fàbrica Casaramona (CaixaForum Barcelona), i el palau es va convertir en la seu provisional del Museu de la Ciència fins a la inauguració del CosmoCaixa el 2004. Des de l'any 2012 és la seu del centre cultural CaixaForum Macaya.

## Descripció

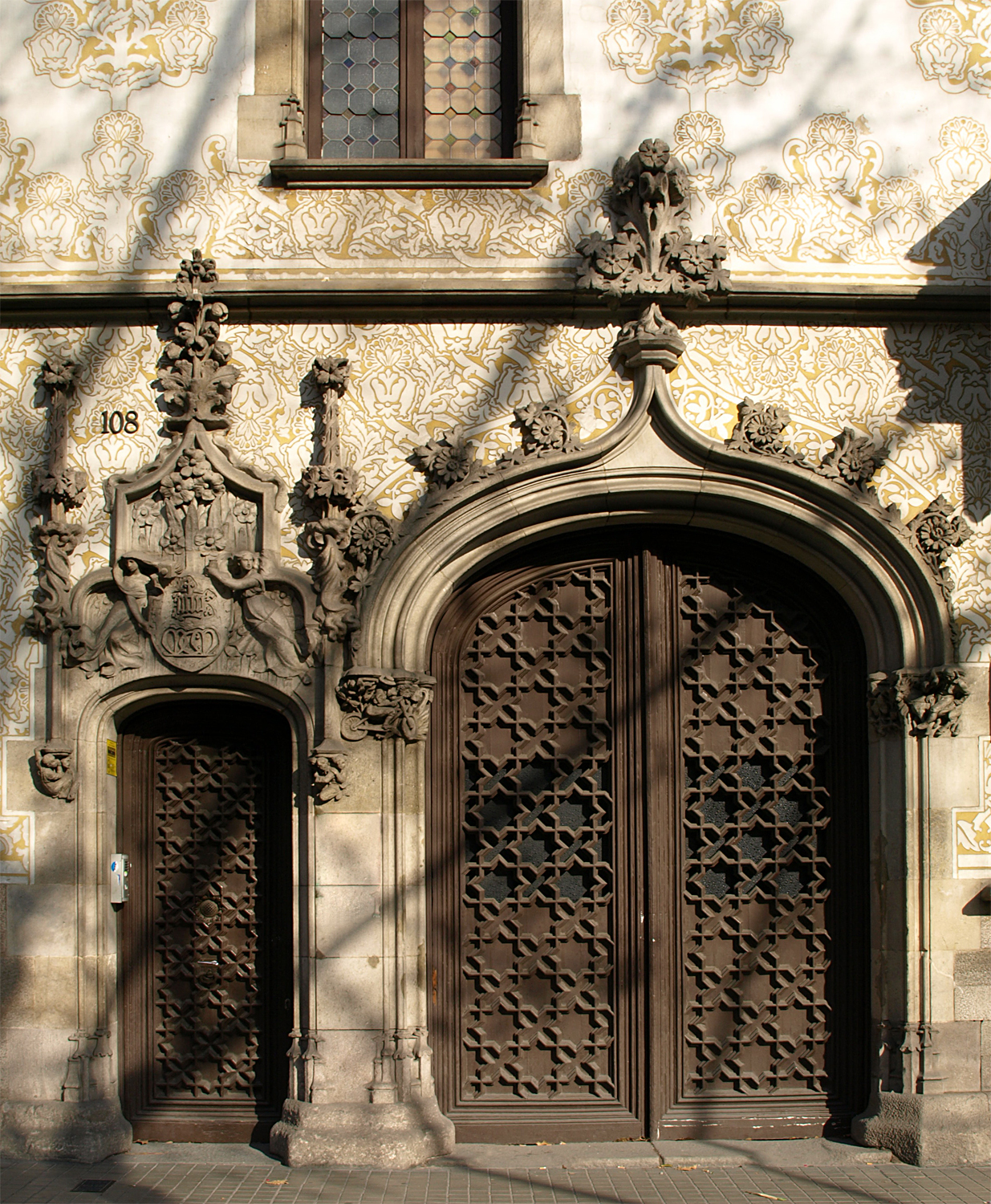
Portes d'entrada

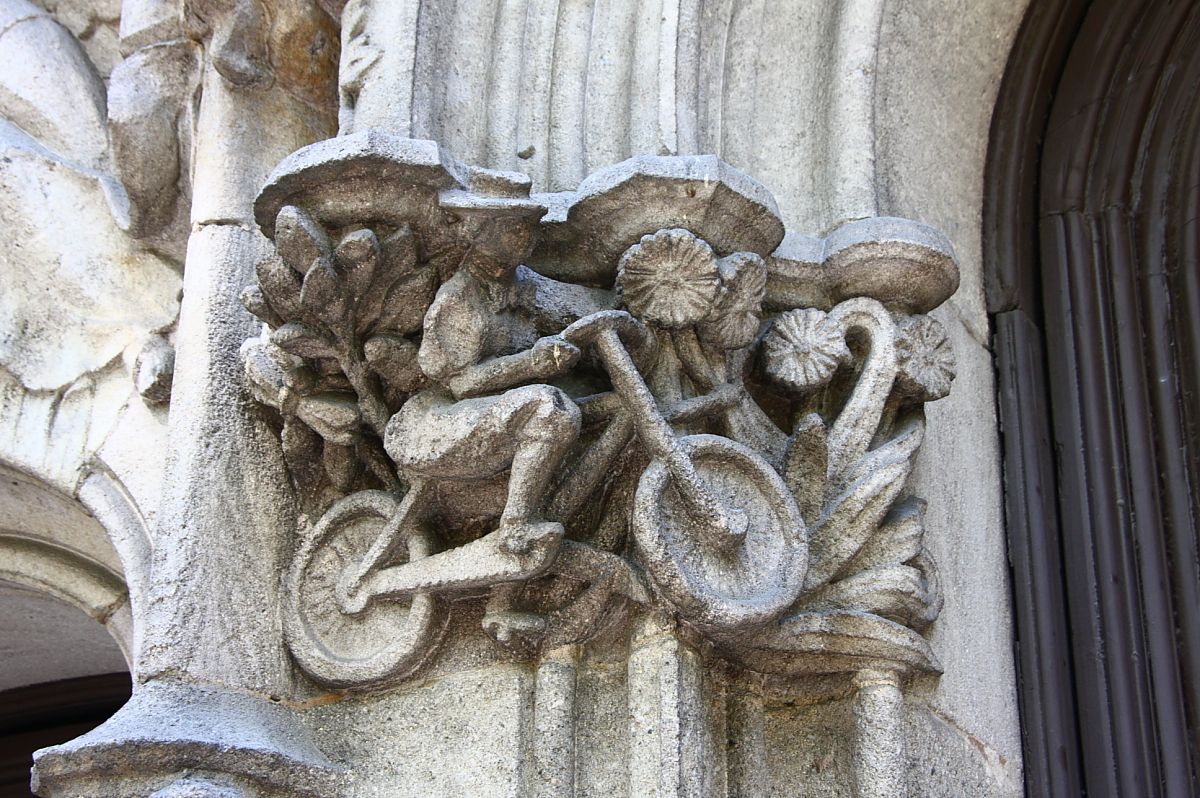
Escultura a la porta amb Puig i Cadafalch fent servir la bicicleta per a visitar les seves obres

L'edifici consta de semisoterrani, planta baixa, dos pisos i golfes. La façana, plana, és emmarcada per dues torres, que tenen un pis més d'alçada, i el coronament es resol amb grans ràfecs.
La distribució de les obertures repeteix el patró de la casa Amatller: dues galeries d'arcs rebaixats seguits (a la planta baixa i a les golfes), la porta d'accés, de regust conopial, amb una porta de serveis més petita a l'esquerra, la gran balconada i la tribuna de la planta noble, els balcons de la segona planta, la triple obertura de les golfes de les torres.
L'ornamentació escultòrica obra d'Eusebi Arnau, es concentra en la decoració floral del balcó i de la tribuna de la planta noble, i en la resta d'obertures, així com als pinacles adossats a les portes d'accés. L'escultor va incorporar la figura d'un ciclista en un capitell a la part esquerra de l'entrada principal; es tracta d’un gest de complicitat envers Puig i Cadafalch, que en aquell moment estava construint també la casa Amatller i es desplaçava en bicicleta entre les dues obres (al passeigs de Gràcia i de Sant Joan).
El pati on hi ha l'escala d'accés a la planta superior està llaurat en pedra i decorat amb motius florals, per bé que aquí els elements decoratius són de caràcter arabitzant. L’escala està coberta per una galeria d’arcs rampants amb voltes de maó de pla.
Les superfícies llises estucades, que acusen un barroquisme latent d'arrel catalana, i la mateixa estructura de la façana presenten una influència mediterraneïsta que arribarà a ser una de les característiques de gran part de les cases senyorials de l'arquitecte.